# ملعب دوايت يورك
ملعب دوايت يورك هو ملعب كرة قدم يقع في مدينة باكوليت الترينيدادية . يسع الملعب لجلوس 7،500 متفرج . يعتبر الملعب الرسمي الذي يخوض فيه نادي توباغو يونايتد مبارياته . تم افتتاح الملعب في سنة 2001 .